# アオムシ

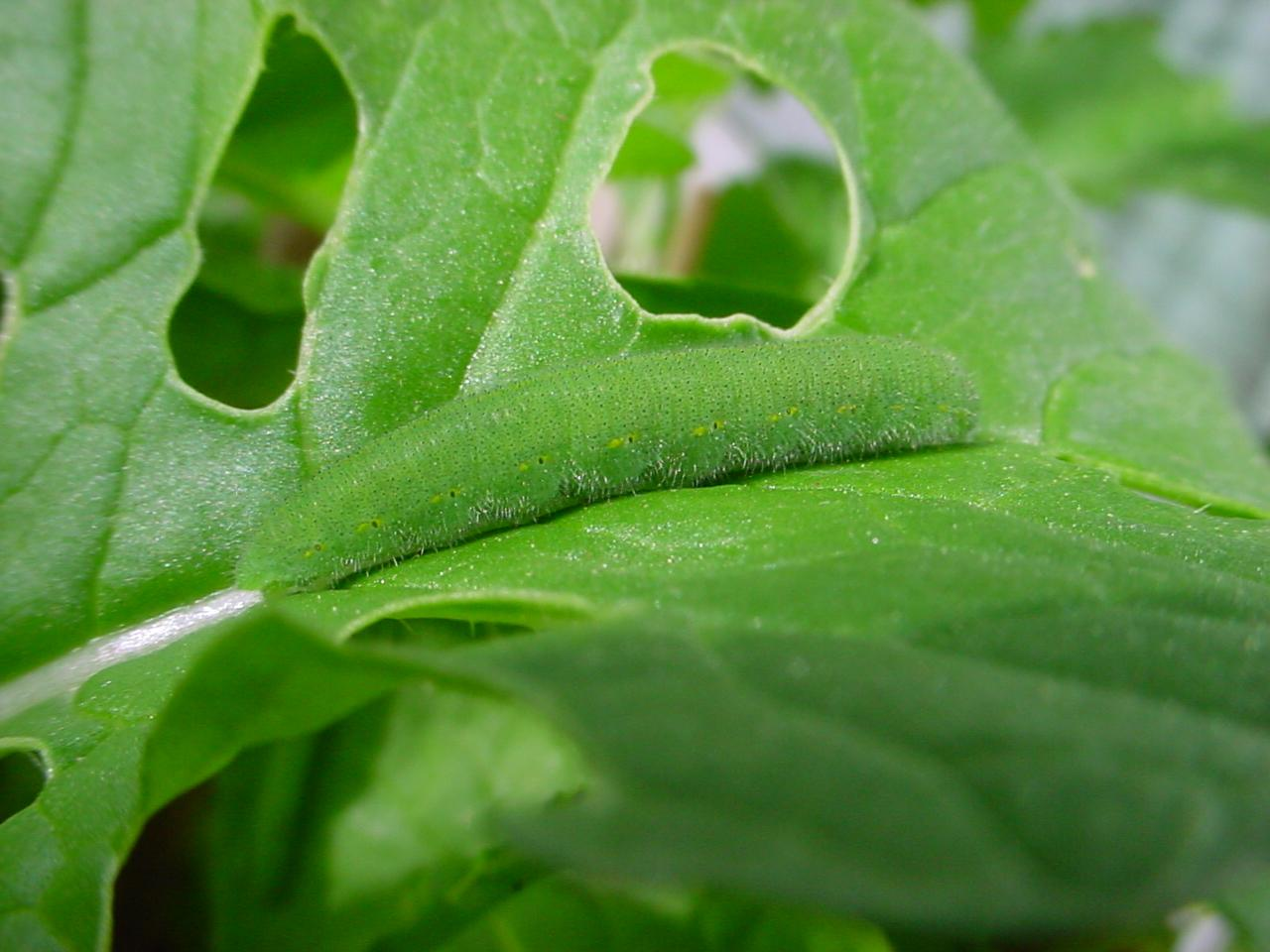
モンシロチョウの幼虫

アオムシ（青虫）は、チョウ目（鱗翅目、チョウやガ）の幼虫のうち、長い毛で体を覆われておらず、緑色のもの。緑色でないものを含めイモムシ（芋虫）といい、長い毛で体を覆われているものをケムシ（毛虫）という。これらは大まかな区分であり、明確な定義があるわけではない。

## 概説
イモムシやケムシと同様、草木に寄生し葉を食べ、農作物を食害する。俗に、アオムシはチョウの幼虫、ケムシはガの幼虫と言われることがあるが、必ずしもそうではなく、ガの幼虫のアオムシや、チョウの幼虫のケムシもいる。またアオムシ状の幼虫の中には、チョウ目ですらないハバチの幼虫もおり、厳密にはアオムシではないが生態などが共通するため、農業的にはアオムシやケムシと区別せず扱われることが多い。
イモムシがスズメガ科の幼虫に代表されるのに対し、アオムシはシロチョウ科に代表される。モンシロチョウの幼虫を特にアオムシと呼ぶこともある。アオムシコマユバチは、名前にアオムシが入っているが、モンシロチョウの幼虫に寄生する。

## シロチョウ科の幼虫
もっとも身近でよく知られたチョウの一つであるモンシロチョウの幼虫は、アブラナ科の葉を食べる害虫である。特に野菜の代表とも言えるキャベツをよく食べるため、見かけることが多い。またこれが小学校理科の教科書等でよく取り上げられるので、もっとも代表的なアオムシである。
孵化したばかりの幼虫は淡い黄色である。緑色の葉を食べることで緑色のアオムシになるが、アオムシの体色の緑はクロロフィルに由来するものではなく、赤橙色系のカロテノイド、青緑色系のピリン、黄褐色系のオモクローム、黒色系のメラニンといった色素由来によるものであることが分析の結果判明している。幼虫は、細長く、体表は滑らかである。体長は蛹になる直前で約4cm。
なお、他のシロチョウ科のものはモンシロチョウほどには見る機会が多くないが、やはりよく似たアオムシである。

## 画像

### シロチョウ科

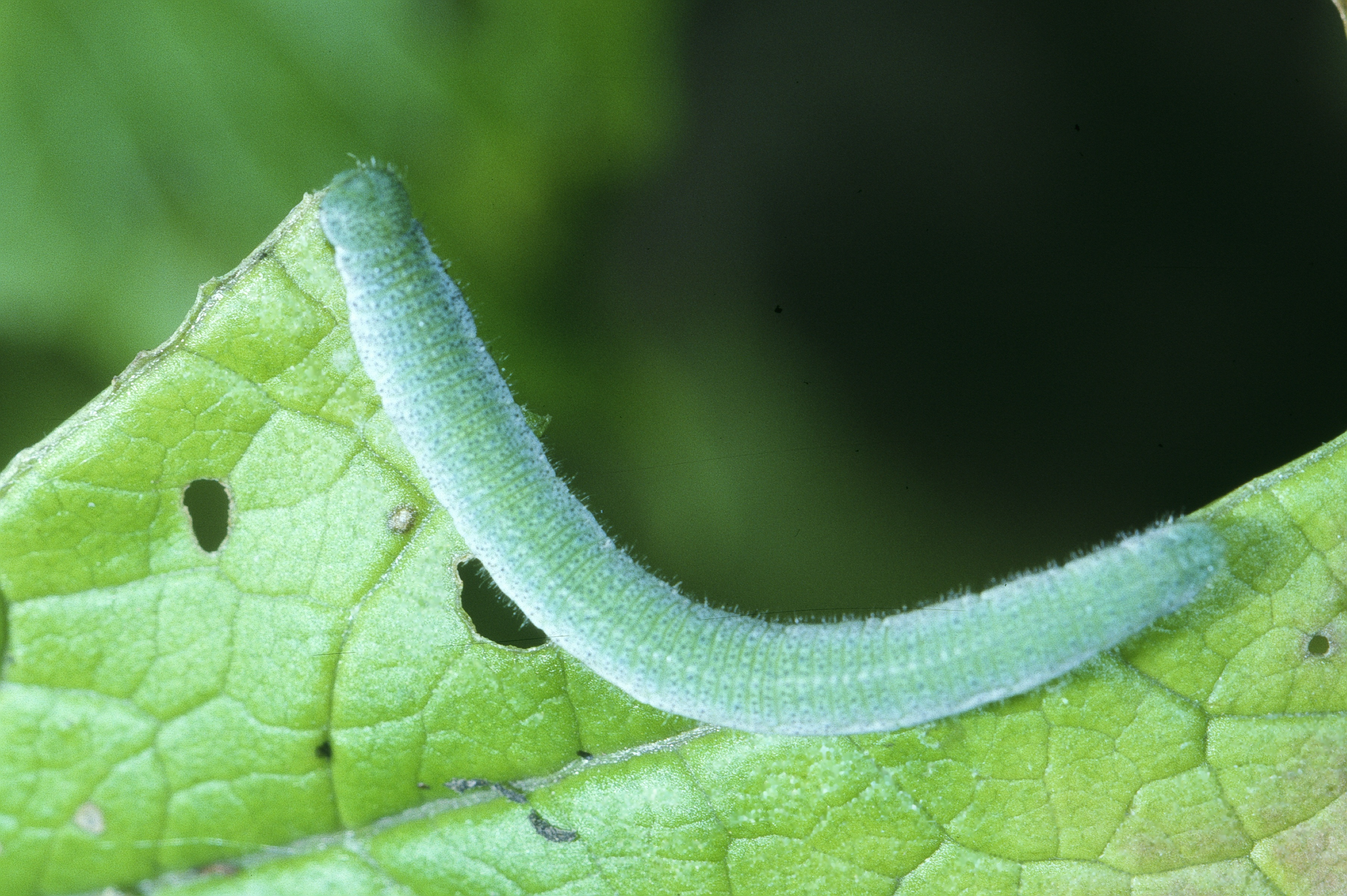
クモマツマキチョウ
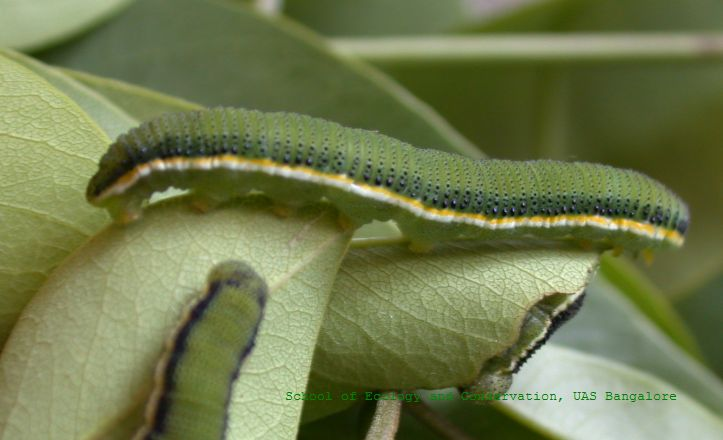
ウラナミシロチョウ
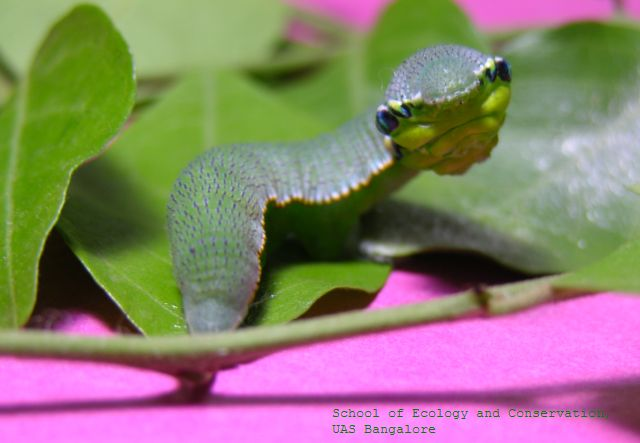
ツマベニチョウ
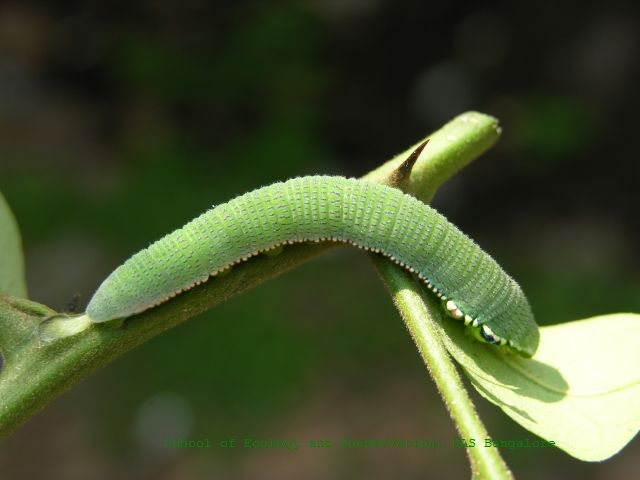
ツマベニチョウ

### その他

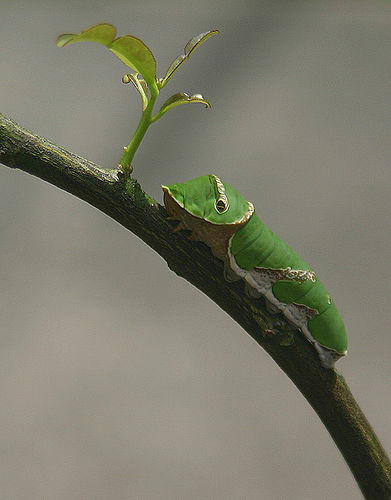
アゲハチョウ科
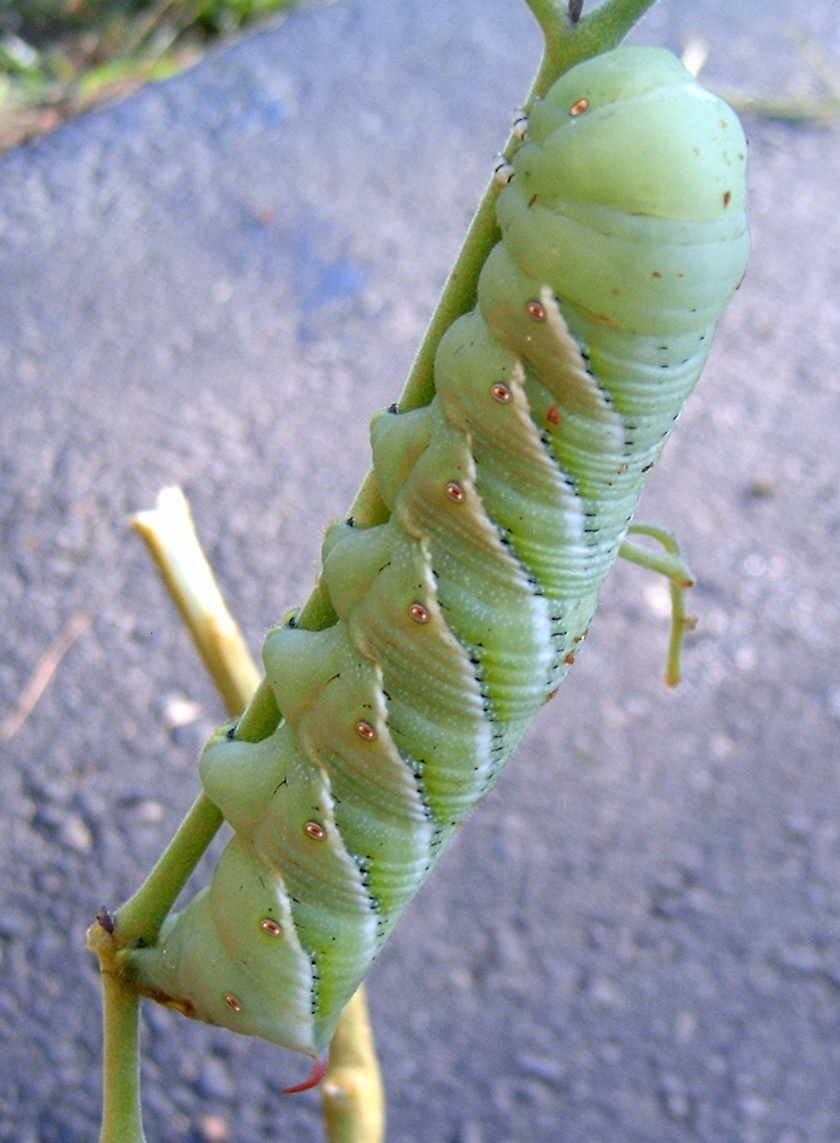
タバコスズメガ（スズメガ科）
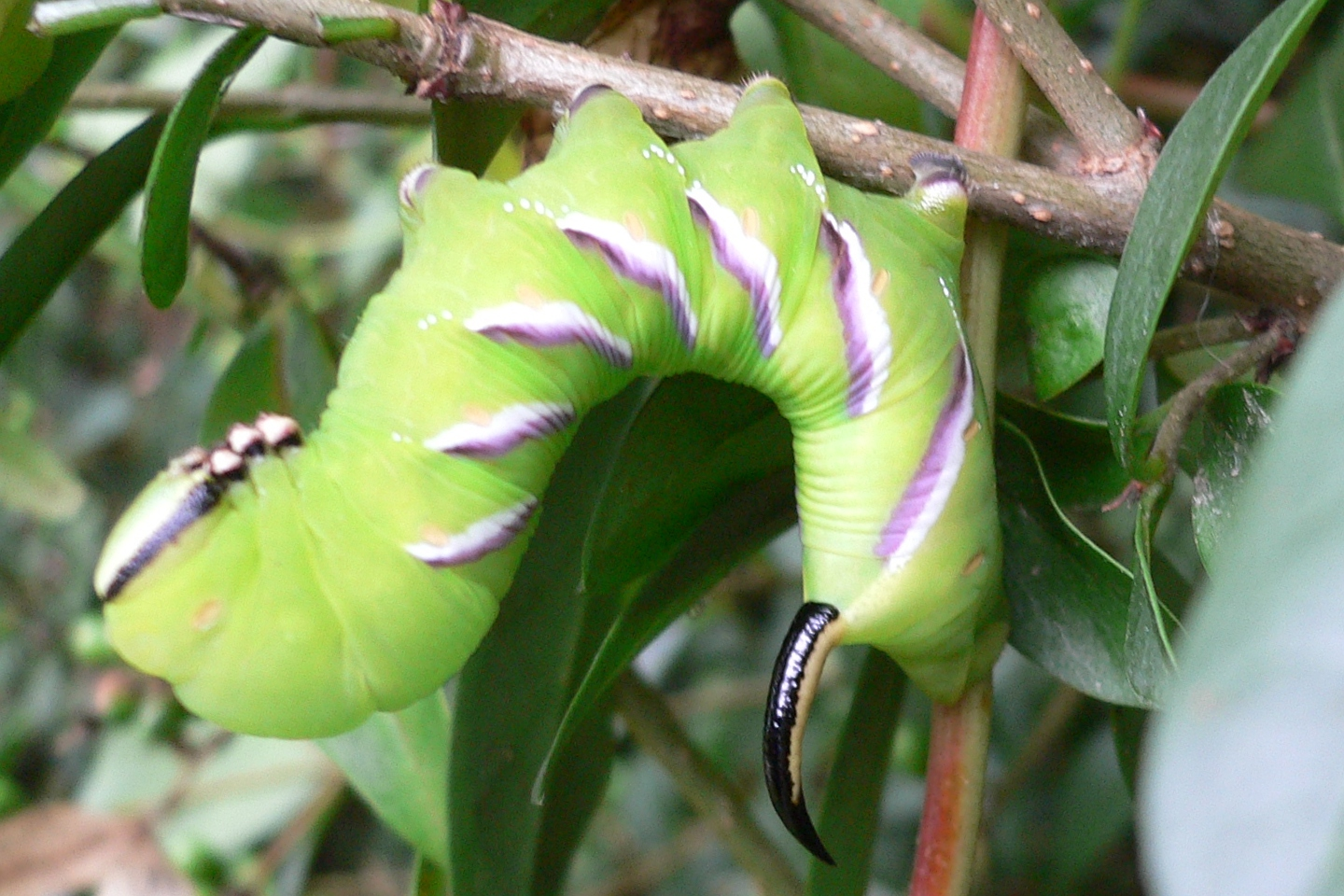
エゾコエビガラスズメ（スズメガ科）
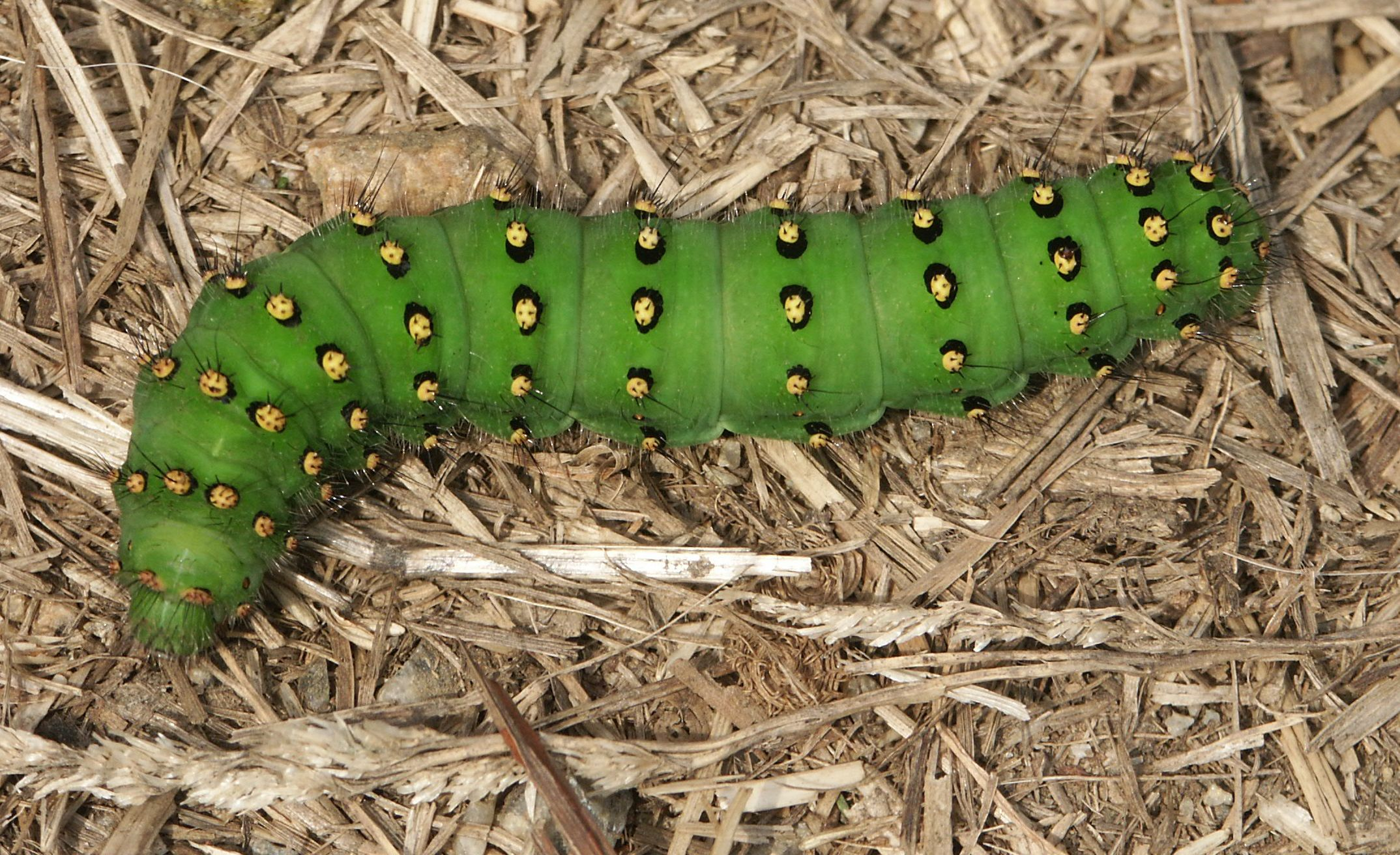
ヒメクジャクヤママユ（ヤママユガ科）
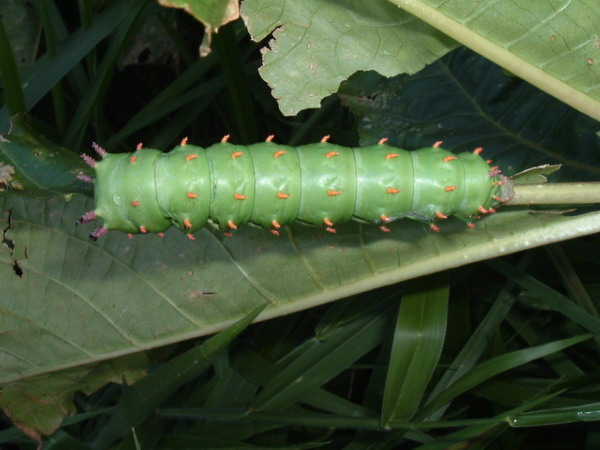
Citheronia属（ヤママユガ科）
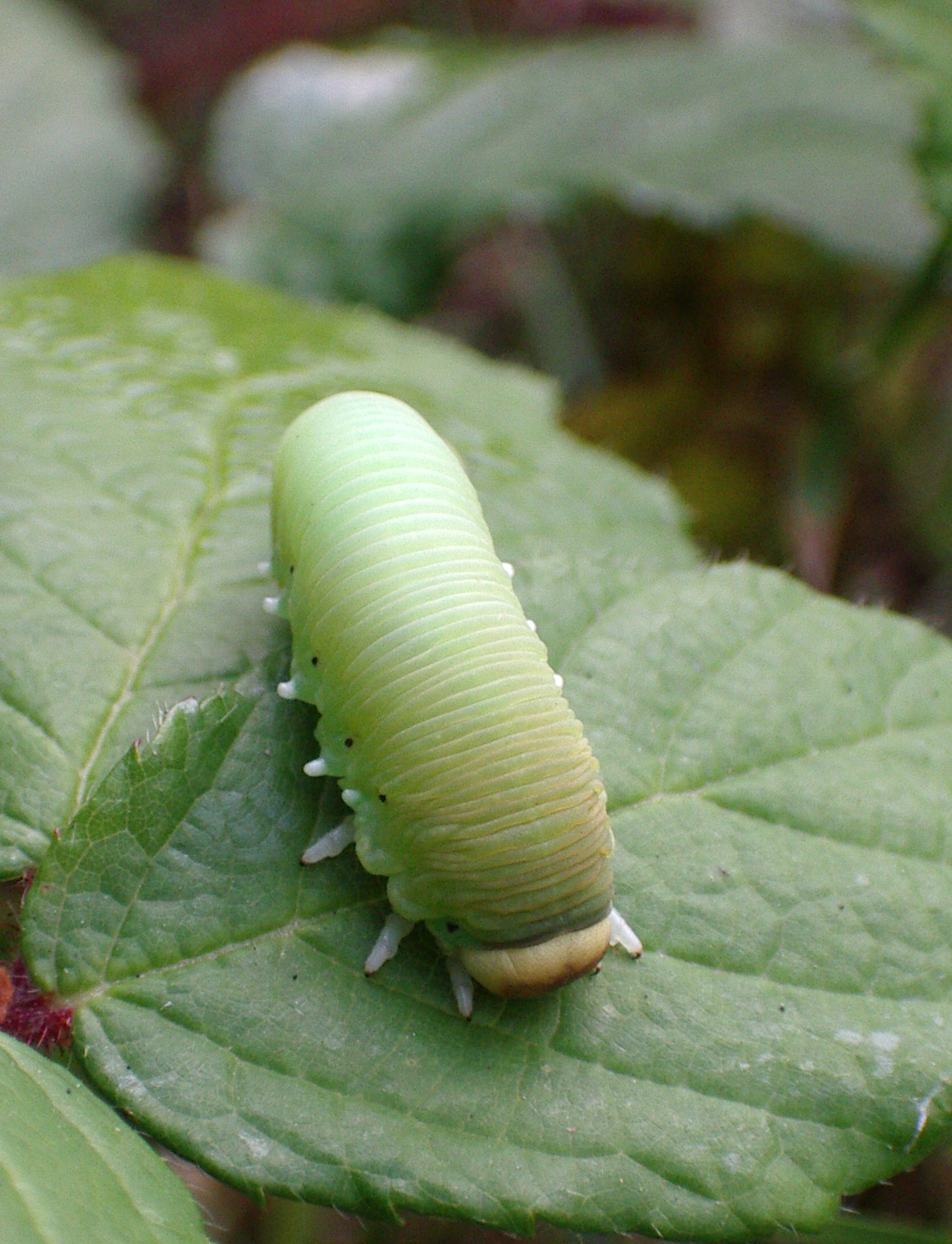
コンゴウハバチ科